# Globentorget

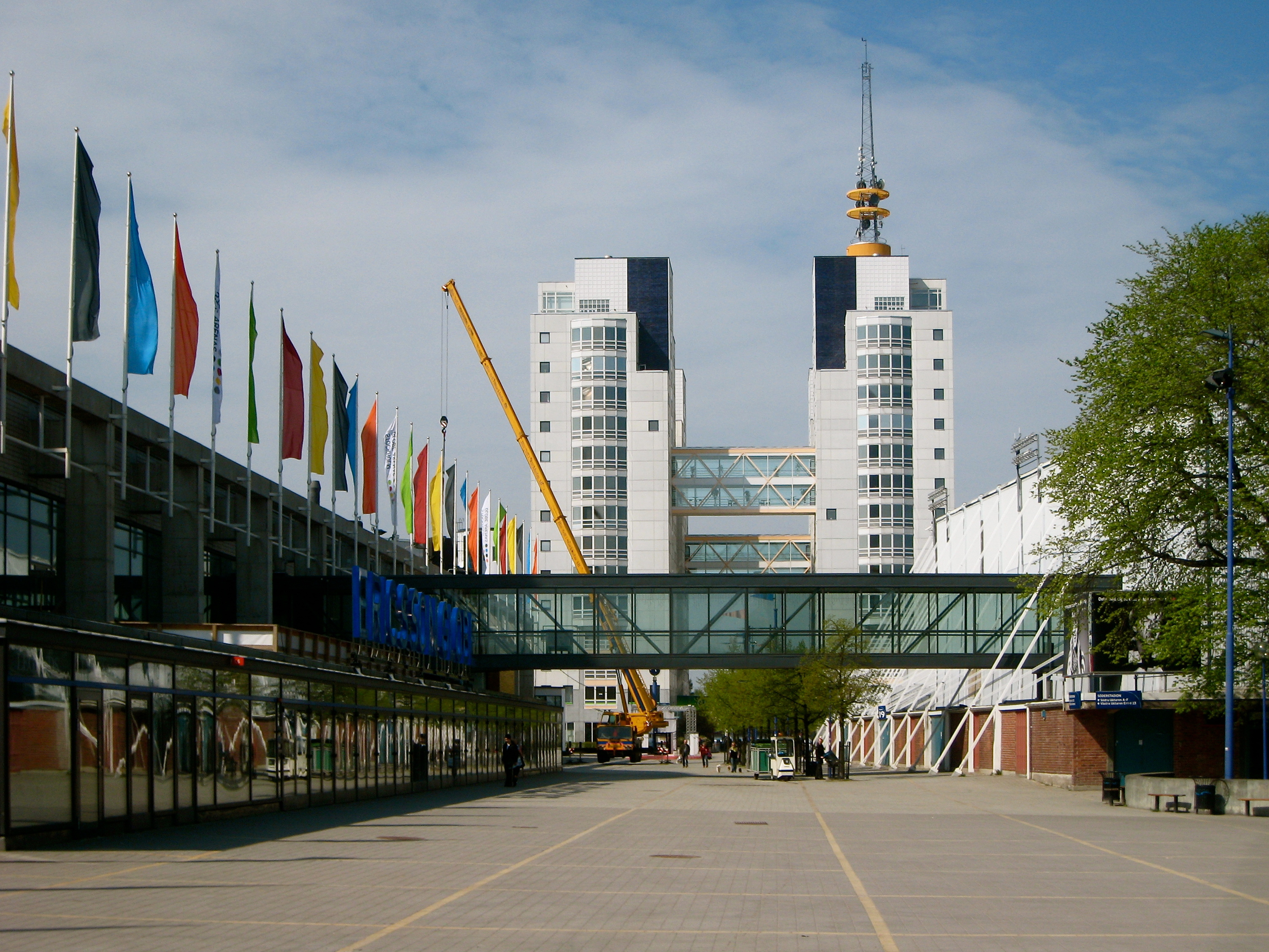
Globentorget sett från öster.

Globentorget är en öppen plats i Globenområdet i stadsdelen Johanneshov i Söderort inom Stockholms kommun. Den ligger mellan Globen och Hovet (Johanneshovs Isstadion). Den är cirka 140 × 40 meter stor, och fick sitt namn 1989, samma år som Globen invigdes.